# Ектор Де Бургонь
Ектор Де Бургонь (фр. Héctor De Bourgoing, 23 червня 1934, Посадас — 24 січня 1993, Бордо) — аргентинський і французький футболіст, що грав на позиції правого нападника.
Виступав, зокрема, за клуб «Бордо», а також збірні Аргентини і Франції.
Чемпіон Аргентини.

## Клубна кар'єра
У дорослому футболі дебютував 1954 року виступами за команду клубу «Тігре», в якій провів три сезони, взявши участь у 82 матчах чемпіонату. Згодом два сезони провів у «Рівер Плейт», з яким 1957 року став чемпіоном Аргентини, після чого ще на рік повернувся до «Тігре».
1959 року прийняв пропозицію продовжити виступи у Європі, ставши гравцем французької «Ніцци».
Своєю грою за останню команду привернув увагу представників тренерського штабу клубу «Бордо», до складу якого приєднався 1964 року. Відіграв за команду з Бордо наступні п'ять сезонів своєї ігрової кар'єри. Більшість часу, проведеного у складі «Бордо», був основним гравцем правого флангу нападу. У складі «Бордо» був одним з головних бомбардирів команди, маючи середню результативність на рівні 0,48 голу за гру першості.
Завершив професійну ігрову кар'єру у клубі «Расінг» (Париж), за команду якого виступав протягом 1969—1970 років.
Помер 24 січня 1993 року на 59-му році життя.

## Виступи за збірні
1956 року дебютував в офіційних матчах у складі національної збірної Аргентини. Протягом кар'єри у національній команді, яка тривала 2 роки, провів у формі головної команди країни 5 матчів. У складі збірної був учасником Чемпіонату Південної Америки 1957 року в Перу, здобувши того року титул континентального чемпіона.
Перебравшись до Франції і маючи французьке коріння, 1962 року змінив футбольне громадянство і провів того року свої перші дві гри за збірну Франції. Третю і останню свою гру за французьку національну команду провів 1966 року на тогорічному чемпіонаті світі, що проходив в Англії. На мундіалі вийшов на поле у другій грі групового етапу проти Уругваю і став автором єдиного голу європейців, який, утім, не дозволив їм уникнути поразки (остаточний рахунок гри 2:1 на користь уругвайців).

## Титули і досягнення
- Чемпіон Південної Америки (1):

Аргентина: 1957
- Чемпіон Аргентини (1):

«Рівер Плейт»: 1957